# Олизи-Прима
Олизи́-Прима́ (фр. Olizy-Primat) — коммуна во Франции, находится в регионе Шампань — Арденны. Департамент коммуны — Арденны. Входит в состав кантона Гранпре. Округ коммуны — Вузье.
Код INSEE коммуны — 08333.
Коммуна расположена приблизительно в 185 км к востоку от Парижа, в 55 км северо-восточнее Шалон-ан-Шампани, в 50 км к югу от Шарлевиль-Мезьера.

## Население
Население коммуны на 2008 год составляло 223 человека.
| 1962 | 1968 | 1975 | 1982 | 1990 | 1999 | 2000 |
| ---- | ---- | ---- | ---- | ---- | ---- | ---- |
| 245  | 263  | 213  | 231  | 204  | 205  | 223  |

## Администрация
| Период | Период | Фамилия         | Партия | Должность |
| ------ | ------ | --------------- | ------ | --------- |
| 2001   | 2008   | Даниэль Серве   |        |           |
| 2008   |        | Мари-Элен Девер |        |           |

## Экономика
В 2007 году среди 131 человек в трудоспособном возрасте (15—64 лет) 98 были экономически активными, 33 — неактивными (показатель активности — 74,8 %, в 1999 году было 65,6 %). Из 98 активных работали 83 человека (46 мужчин и 37 женщин), безработных было 15 (6 мужчин и 9 женщин). Среди 33 неактивных 4 человека были учениками или студентами, 16 — пенсионерами, 13 были неактивными по другим причинам.

## Достопримечательности
- Церковь Сен-Пьер-о-Льен (XV—XVI века). Исторический памятник с 1913 года.[3]

## Фотогалерея
- Церковь Сен-Пьер-о-Льен
- Церковь Сен-Пьер-о-Льен
- Карта коммуны